# Alte Schlossstiege

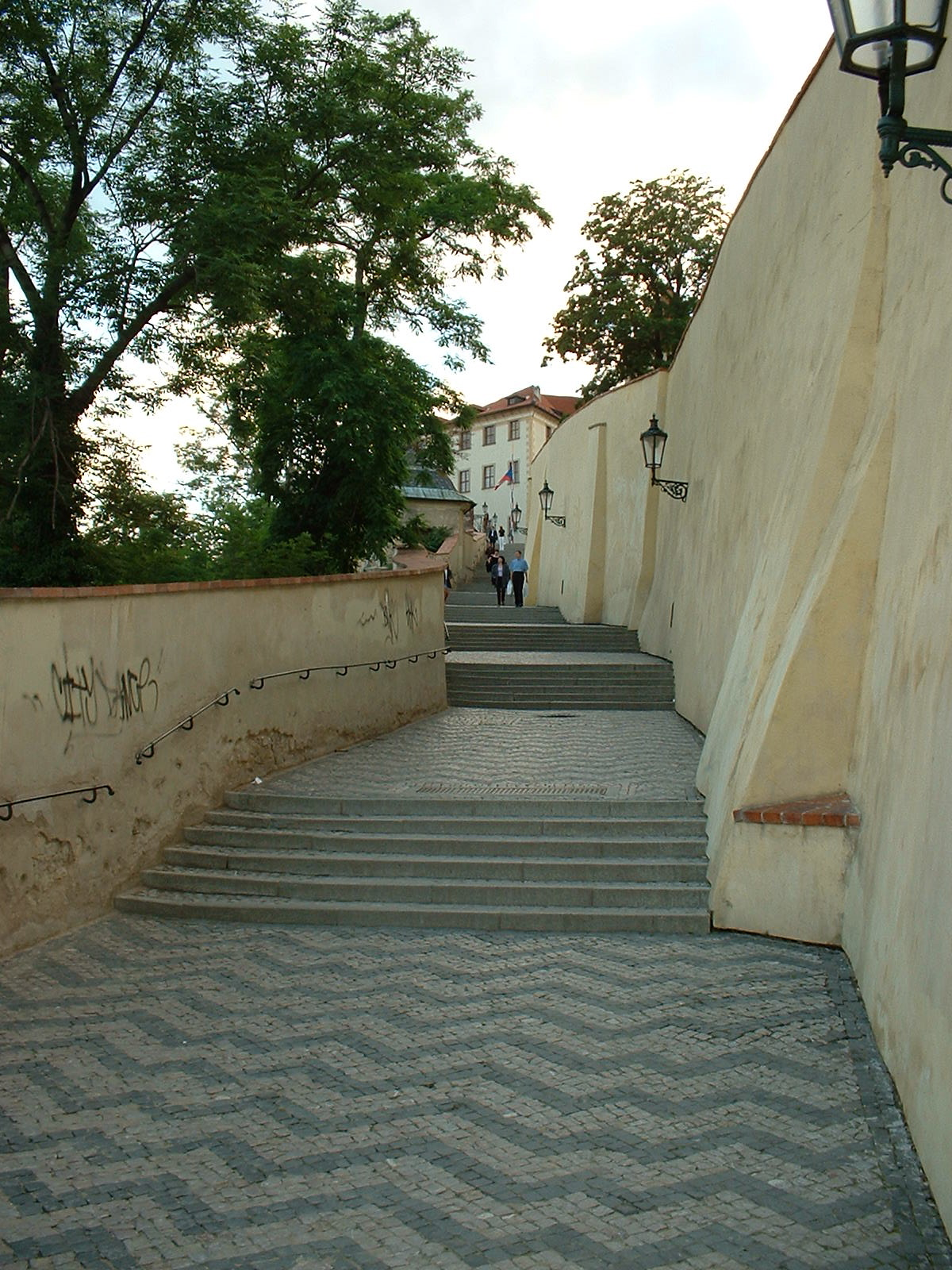
Alte Schlossstiege

Die Alte Schlossstiege, auch Alte Schlosstreppe (tschechisch Staré zámecké schody), in Prag ist ein Fußweg, der von der Kleinseite zum Osteingang der Prager Burg hinaufführt. Sie ist die kürzeste Verbindung zwischen der Prager Burg und dem U-Bahnhof Malostranská und wird vor allem von Touristen stark frequentiert.

## Geschichte und Beschreibung

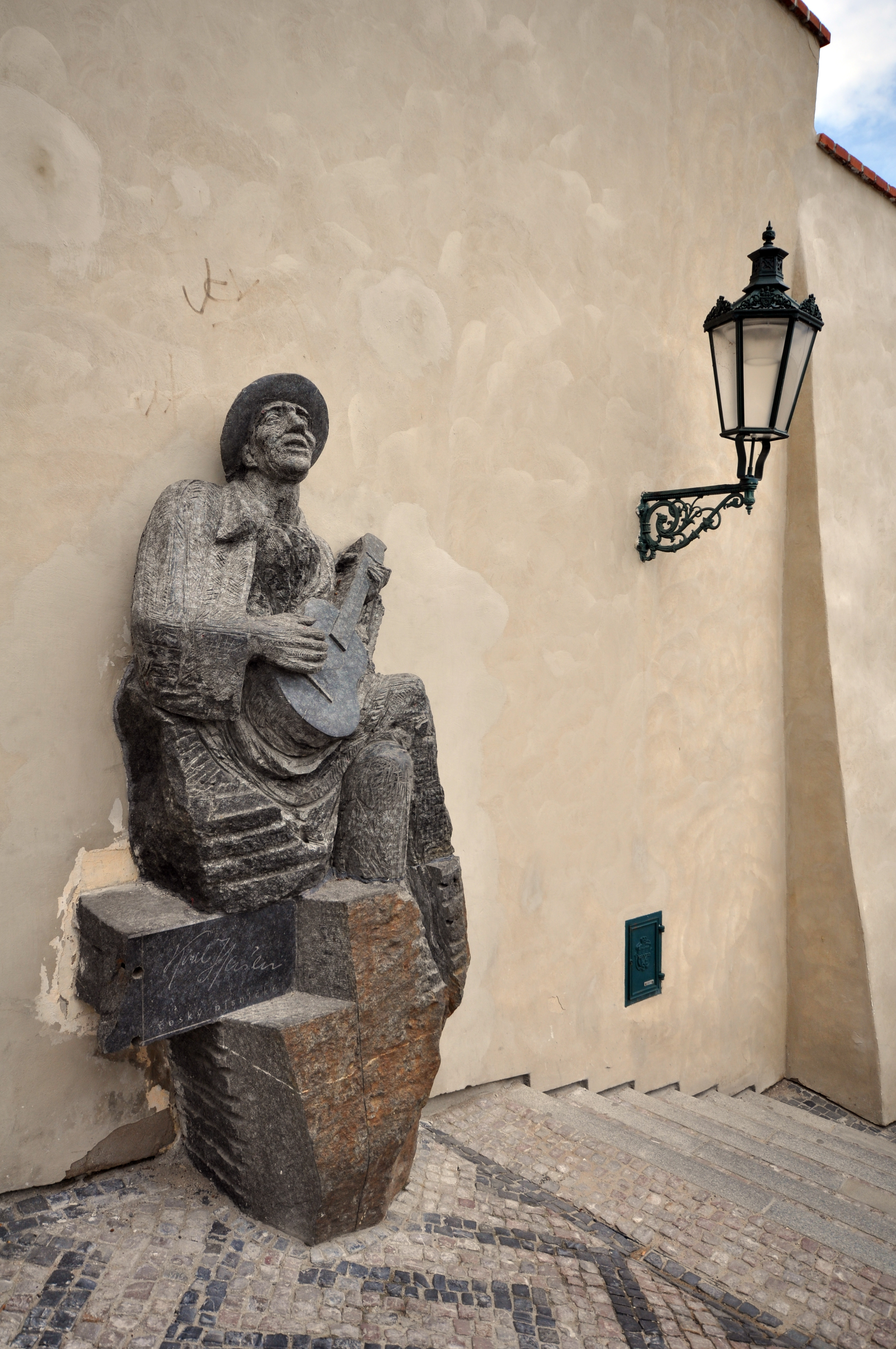
Statue von Karel Hašler auf der Alten Schlossstiege

Die Alte Schlossstiege beginnt in Klárov auf der Kleinseite, in der Straße Pod Bruskou, und führt in westlicher Richtung am Hang des Hradschiner Bergsporns, dem sogenannten Opyš, entlang bis zum östlichen Burgeingang beim Schwarzen Turm. Die Treppe ist auf beiden Seiten von Mauern umgeben. Hinter der nördlichen Hangmauer liegt der St.-Wenzels-Weinberg mit der Villa Richter (bewirtschaftet), die südliche Mauer ist niedriger, dahinter liegen die südlichen Palastgärten. Am oberen Ende öffnet sich eine Aussichtsplattform mit einem schönen Blick über die Stadt. Hier befindet sich auch der obere Eingang zum St.-Wenzels-Weinberg.
Die Alte Schlossstiege ist ca. 230 m lang, hat 121 Stufen und überwindet einen Höhenunterschied von ca. 37 m. Nach jeweils sechs Stufen folgt ein längeres gerades Stück.
Am 31. Oktober 2009 wurde am oberen Ende der Treppe ein Denkmal des tschechischen Liedermachers Karel Hašler, Autor des Liedes Po starých zámeckých schodech (Auf der Alten Schlossstiege) enthüllt. Schöpfer der Werkes war der Bildhauer Stanislav Hanzík.
Die Alte Schlossstiege wurde Anfang des 17. Jahrhunderts anstelle eines alten Zugangsweges zur Burg erbaut und seitdem mehrmals umgebaut. Ihre heutige Gestalt erhielt sie in den Jahren 1835–1837, seit dieser Zeit wird der Name Staré zámecké schody verwendet. Er leitet sich wahrscheinlich von der Bezeichnung Stará cesta (Alter Weg) für den Fahrweg ab, der seit dem 9. Jahrhundert den Hauptzugang zur Burg bildete und sich im Bereich der heutigen Straße Na Opyši oberhalb des St.-Wenzels-Weinbergs befand. Die Treppe wurde zuletzt im Sommer 2009 restauriert. Dabei wurden neue Entwässerungsrinnen eingesetzt, die Mauern saniert, das Pflaster erneuert und die Stufen nivelliert.
Die Alte Schlossstiege verwirrt durch ihren Namen, denn sie ist jünger als die Schlossstiege (Zámecké schody), die von der Straße Thunovská auf der Kleinseite zum Hradschiner Platz führt und inoffiziell Neue Schlossstiege (Nové zámecké schody) genannt wird.